# Женская Лига чемпионов ЕКВ 2006/2007
7-й розыгрыш женской Лиги чемпионов ЕКВ (47-й с учётом Кубка европейских чемпионов) проходил с 28 ноября 2006 по 25 марта 2007 года с участием 16 клубных команд из 11 стран-членов Европейской конфедерации волейбола. Финальный этап был проведён в Цюрихе (Швейцария). Победителем турнира в 5-й раз в своей истории (включая Кубок чемпионов) стала итальянская команда «Фоппапедретти» (Бергамо).

## Система квалификации
Места в Лиге чемпионов 2006/2007 были распределены по рейтингу ЕКВ на 2006 год, учитывающему результаты выступлений клубных команд стран-членов ЕКВ в еврокубках на протяжении трёх сезонов (2002/2003—2004/2005). Согласно ему трёх участников получила возможность заявить Италия, по два — Турция, Россия и Испания, по одному — Польша, Франция, Нидерланды, Азербайджан, Хорватия, Швейцария и Австрия.
После отказа от участия в турнире обладателя Кубка России-2005 команды ЦСКА, решением Европейской конфедерации волейбола его место в Лиге (как второй российской команды) было передано Польше.

## Команды-участницы
| Страна      | Команда                         |                                    |
| ----------- | ------------------------------- | ---------------------------------- |
| Италия      | «Фоппапедретти» (Бергамо)       | Чемпион Италии 2006                |
| Италия      | «Вини Монтескьяво» (Ези)        | 2-й призёр чемпионата Италии 2006  |
| Италия      | «Скаволини» (Пезаро)            | 3-й призёр чемпионата Италии 2006  |
| Турция      | «Эджзаджибаши» (Стамбул)        | Чемпион Турции 2006                |
| Турция      | «Вакыфбанк Гюнеш» (Стамбул)     | 2-й призёр чемпионата Турции 2006  |
| Испания     | «Тенерифе Маричаль» (Ла-Лагуна) | Чемпион Испании 2006               |
| Испания     | «Отель Кантур» (Лас-Пальмас)    | 2-й призёр чемпионата Испании 2006 |
| Польша      | «Мушинянка-Факро» (Мушина)      | Чемпион Польши 2006                |
| Польша      | «Виняры» (Калиш)                | По итогам чемпионата Польши 2006   |
| Россия      | «Динамо» (Москва)               | Чемпион России 2006                |
| Франция     | «Расинг Клуб де Канн» (Канны)   | Чемпион Франции 2006               |
| Нидерланды  | ДЕЛА «Мартинус» (Амстелвен)     | Чемпион Нидерландов 2006           |
| Азербайджан | «Азеррейл» (Баку)               | Сильнейшая команда Азербайджана    |
| Хорватия    | «Младост» (Загреб)              | Чемпион Хорватии 2006              |
| Швейцария   | «Волеро» (Цюрих)                | Чемпион Швейцарии 2006             |
| Австрия     | СВС «Пост» (Швехат)             | Чемпион Австрии 2006               |

## Система проведения розыгрыша
Соревнования состоят из предварительного этапа, двух раундов плей-офф и финального этапа. На предварительном этапе 16 команд-участниц разбиты на 4 группы. В группах команды играют с разъездами в два круга. В 1-й раунд плей-офф выходят по три лучшие команды из групп и одна команда, имеющая лучшие показатели среди занявших в группах четвёртые места. Из числа команд, вышедших в плей-офф, выбирается хозяин финального этапа и допускается непосредственно в финальный раунд розыгрыша.
12 команд-участниц 1-го раунда плей-офф делятся на пары и проводят между собой по два матча с разъездами. Победителем пары выходит команда, одержавшая две победы. В случае равенства побед победителем пары становится команда, имеющая лучшее соотношение партий по итогам двух встреч.
6 команд-участниц 2-го раунда плей-офф по такой же системе определяют трёх участников финального этапа, где к ним присоединяется команда-хозяин финала.
Финальный этап проводится в формате «финала четырёх» — полуфинал и два финала (за 3-е и 1-е места).

## Предварительный этап
28.11.2006—16.01.2007

### Группа А
| М | Команда                     | 1       | 2       | 3       | 4       | И | В | П | С/П   | О  |
| - | --------------------------- | ------- | ------- | ------- | ------- | - | - | - | ----- | -- |
| 1 | «Динамо» Москва             |         | 3:0 3:1 | 3:2 1:3 | 3:0     | 6 | 5 | 1 | 16:6  | 11 |
| 2 | «Расинг Клуб де Канн» Канны | 0:3 1:3 |         | 3:0 1:3 | 3:1 3:0 | 6 | 3 | 3 | 11:10 | 9  |
| 3 | «Вакыфбанк Гюнеш» Стамбул   | 2:3 3:1 | 0:3 3:1 |         | 1:3 3:0 | 6 | 3 | 3 | 12:11 | 9  |
| 4 | «Мушинянка-Факро» Мушина    | 0:3     | 1:3 0:3 | 3:1 0:3 |         | 6 | 1 | 5 | 4:16  | 7  |

28.11: Расинг Клуб де Канн — Мушинянка-Факро 3:1 (25:16, 23:25, 25:19, 25:23).
29.11: Динамо — Вакыфбанк Гюнеш 3:2 (25:18, 29:27, 18:25, 22:25, 15:9).
5.12: Мушинянка-Факро — Динамо 0:3 (20:25, 19:25, 21:25).
6.12: Вакыфбанк Гюнеш — Расинг Клуб де Канн 0:3 (20:25, 19:25, 16:25).
12.12: Расинг Клуб де Канн — Динамо 0:3 (22:25, 15:25, 21:25).
12.12: Мушинянка-Факро — Вакыфбанк Гюнеш 3:1 (20:25, 25:19, 25:17, 25:22).
19.12: Динамо — Расинг Клуб де Канн 3:1 (25:23, 25:16, 22:25, 25:19).
20.12: Вакыфбанк-Гюнеш — Мушинянка-Факро 3:0 (25:17, 25:20, 25:18).
9.01: Расинг Клуб де Канн — Вакыфбанк Гюнеш 1:3 (28:26, 22:25, 18:25, 20:25).
10.01: Динамо — Мушинянка-Факро 3:0 (25:12, 25:22, 25:13).
16.01: Вакыфбанк Гюнеш — Динамо 3:1 (25:15, 25:19, 22:25, 25:15).
16.01: Мушинянка-Факро — Расинг Клуб де Канн 0:3 (23:25, 19:25, 17:25).

### Группа В
| М | Команда                    | 1       | 2       | 3       | 4       | И | В | П | С/П   | О  |
| - | -------------------------- | ------- | ------- | ------- | ------- | - | - | - | ----- | -- |
| 1 | «Вини Монтескьяво» Ези     |         | 2:3 3:2 | 3:2 3:0 | 3:1     | 6 | 5 | 1 | 17:9  | 11 |
| 2 | «Волеро» Цюрих             | 3:2 2:3 |         | 3:2 1:3 | 3:0 0:3 | 6 | 3 | 3 | 12:13 | 9  |
| 3 | «Отель Кантур» Лас-Пальмас | 2:3 0:3 | 2:3 3:1 |         | 1:3 3:0 | 6 | 2 | 4 | 11:13 | 8  |
| 4 | ДЕЛА «Мартинус» Амстелвен  | 1:3     | 0:3 3:0 | 3:1 0:3 |         | 6 | 2 | 4 | 8:13  | 8  |

29.11: Вини Монтескьяво — Волеро 2:3 (19:25, 25:22, 16:25, 25:21, 12:15).
29.11: ДЕЛА Мартинус — Отель Кантур 3:1 (25:19, 25:22, 20:25, 25:16).
6.12: Волеро — ДЕЛА Мартинус 3:0 (25:19, 25:18, 25:16).
7.12: Отель Кантур — Вини Монтескьяво 2:3 (19:25, 25:21, 18:25, 25:23, 10:15).
13.12: Вини Монтескьяво — ДЕЛА Мартинус 3:1 (25:23, 20:25, 25:19, 25:21).
13.12: Волеро — Отель Кантур 3:2 (25:13, 25:19, 23:25, 28:30, 15:13).
20.12: Отель Кантур — Волеро 3:1 (21:25, 25:22, 25:22, 25:21).
20.12: ДЕЛА Мартинус — Вини Монтескьяво 1:3 (22:25, 17:25, 25:22, 20:25).
10.01: ДЕЛА Мартинус — Волеро 3:0 (25:17, 25:16, 28:26).
10.01: Вини Монтескьяво — Отель Кантур 3:0 (25:16, 25:23, 25:17).
16.01: Отель Кантур — ДЕЛА Мартинус 3:0 (25:21, 25:17, 25:22).
16.01: Волеро — Вини Монтескьяво 2:3 (19:25, 25:20, 18:25, 25:19, 8:15).

### Группа С
| М | Команда                | 1       | 2       | 3       | 4       | И | В | П | С/П   | О  |
| - | ---------------------- | ------- | ------- | ------- | ------- | - | - | - | ----- | -- |
| 1 | «Скаволини» Пезаро     |         | 3:1 0:3 | 3:1     | 3:0     | 6 | 5 | 1 | 15:6  | 11 |
| 2 | «Эджзаджибаши» Стамбул | 1:3 3:0 |         | 0:3 3:1 | 3:1     | 6 | 4 | 2 | 13:9  | 10 |
| 3 | «Азеррейл» Баку        | 1:3     | 3:0 1:3 |         | 3:1 3:0 | 6 | 3 | 3 | 12:10 | 9  |
| 4 | СВС «Пост» Швехат      | 0:3     | 1:3     | 1:3 0:3 |         | 6 | 0 | 6 | 3:18  | 6  |

28.11: Азеррейл — Скаволини 1:3 (24:26, 26:24, 21:25, 22:25).
29.11: Эджзаджибаши — СВС Пост 3:1 (23:25, 25:16, 25:22, 25:14).
5.12: СВС Пост — Азеррейл 1:3 (22:25, 27:25, 15:25, 21:25).
6.12: Скаволини — Эджзаджибаши 3:1 (25:21, 25:14, 17:25, 25:22).
13.12: Эджзаджибаши — Азеррейл 0:3 (14:25, 25:27, 21:25).
13.12: СВС Пост — Скаволини 0:3 (26:28, 14:25, 20:25).
19.12: Азеррейл — Эджзаджибаши 1:3 (26:28, 26:24, 25:27, 18:25).
20.12: Скаволини — СВС Пост 3:0 (25:12, 25:20, 25:18).
10.01: Эджзаджибаши — Скаволини 3:0 (25:20, 26:24, 25:22).
11.01: Азеррейл — СВС Пост 3:0 (25:14, 25:15, 25:21).
16.01: Скаволини — Азеррейл 3:1 (25:14, 25:21, 25:27, 25:14).
16.01: СВС Пост — Эджзаджибаши 1:3 (25:22, 18:25, 24:26, 20:25).

### Группа D
| М | Команда                       | 1       | 2       | 3       | 4   | И | В | П | С/П   | О  |
| - | ----------------------------- | ------- | ------- | ------- | --- | - | - | - | ----- | -- |
| 1 | «Фоппапедретти» Бергамо       |         | 3:2 3:0 | 3:0 3:1 | 3:0 | 6 | 6 | 0 | 18:3  | 12 |
| 2 | «Тенерифе Маричаль» Ла-Лагуна | 2:3 0:3 |         | 3:1 1:3 | 3:0 | 6 | 3 | 3 | 12:10 | 9  |
| 3 | «Виняры» Калиш                | 0:3 1:3 | 1:3 3:1 |         | 3:0 | 6 | 3 | 3 | 11:10 | 9  |
| 4 | «Младост» Загреб              | 0:3     | 0:3     | 0:3     |     | 6 | 0 | 6 | 0:18  | 6  |

29.11: Тенерифе Маричаль — Фоппапедретти 2:3 (25:20, 22:25, 33:31, 17:25, 6:15).
30.11: Виняры — Младост 3:0 (25:14, 25:14, 25:12).
5.12: Фоппапедретти — Виняры 3:0 (25:20, 29:27, 27:25).
7.12: Младост — Тенерифе Маричаль 0:3 (16:25, 11:25, 11:25).
13.12: Тенерифе Маричаль — Виняры 3:1 (28:26, 25:22, 23:25, 25:16).
13.12: Фоппапедретти — Младост 3:0 (25:13, 25:17, 25:19).
19.12: Младост — Фоппапедретти 0:3 (12:25, 21:25, 18:25).
21.12: Виняры — Тенерифе Маричаль 3:1 (19:25, 25:23, 25:19, 25:21).
10.01: Тенерифе Маричаль — Младост 3:0 (25:6, 25:12, 25:10).
11.01: Виняры — Фоппапедретти 1:3 (16:25, 13:25, 25:23, 22:25).
16.01: Младост — Виняры 0:3 (14:25, 11:25, 9:25).
16.01: Фоппапедретти — Тенерифе Маричаль 3:0 (25:15, 25:15, 25:14).

### Итоги
По итогам предварительного этапа в 1-й раунд плей-офф вышли по три лучшие команды из групп. Хозяином финального этапа выбрана команда «Волеро» (Цюрих), получившая прямой допуск в финал четырёх. После этого определилась ещё одна команда — участница плей-офф из числа занявших в группах четвёртые места. Ею стала ДЕЛА «Мартинус».

## Плей-офф

### 1/8 финала
6—15.02.2007
 «Расинг Клуб де Канн» (Канны) —  «Виняры» (Калиш)
6 февраля. 3:0 (33:31, 25:19, 25:21).
15 февраля. 3:1 (27:25, 25:19, 21:25, 25:17).
 «Динамо» (Москва) —  «Отель Кантур» (Лас-Пальмас)
7 февраля. 3:2 (25:21, 17:25, 19:25, 25:21, 15:7).
14 февраля. 3:0 (25:22, 25:18, 25:20).
 ДЕЛА «Мартинус» (Амстелвен) —  «Эджзаджибаши» (Стамбул)
7 февраля. 3:0 (28:26, 25:13, 27:25).
14 февраля. 1:3 (25:20, 20:25, 22:25, 24:26).
 «Вакыфбанк Гюнеш» (Стамбул) —  «Вини Монтескьяво» (Ези)
7 февраля. 1:3 (13:25, 18:25, 25:7, 13:25).
15 февраля. 0:3 (20:25, 18:25, 20:25).
 «Тенерифе Маричаль» (Ла-Лагуна) —  «Скаволини» (Пезаро)
8 февраля. 3:1 (25:13, 25:22, 20:25, 25:20).
14 февраля. 3:0 (25:20, 25:14, 25:21).
 «Фоппапедретти» (Бергамо) —  «Азеррейл» (Баку)
8 февраля. 3:0 (25:17, 25:17, 25:16).
14 февраля. 3:0 (25:12, 25:23, 26:24).

### Четвертьфинал
27.02—8.03.2007
 «Фоппапедретти» (Бергамо) —  «Вини Монтескьяво» (Ези)
27 февраля. 2:3 (20:25, 19:25, 25:15, 25:19, 12:15).
7 марта. 3:1 (25:22, 25:22, 20:25, 25:23).
 «Динамо» (Москва) —  ДЕЛА «Мартинус» (Амстелвен)
28 февраля. 3:0 (25:21, 25:20, 25:20).
8 марта. 1:3 (21:25, 25:21, 15:25, 13:25).
 «Расинг Клуб де Канн» (Канны) —  «Тенерифе Маричаль» (Ла-Лагуна)
28 февраля. 2:3 (25:23, 21:25, 25:20, 16:25, 11:15).
8 марта. 1:3 (21:25, 25:23, 18:25, 19:25).

## Финал четырёх
24—25 марта 2007.  Цюрих.
Участники:
 «Волеро» (Цюрих) 

 «Фоппапедретти» (Бергамо)

 «Динамо» (Москва)

 «Тенерифе Маричаль» (Ла-Лагуна)

### Полуфинал
24 марта
 «Динамо» Москва —  «Волеро»
3:2 (18:25, 29:27, 21:25, 25:23, 15:9)
 «Фоппапедретти» —  «Тенерифе Маричаль»
3:0 (25:14, 25:21, 25:20)

### Матч за 3-е место
25 марта
 «Тенерифе Маричаль" —  «Волеро»
3:0 (25:21, 25:21, 25:23)

### Финал
| 25 марта 2007 | \| «Фоппапедретти» (Бергамо) \| 3:2 cev.eu \| «Динамо» (Москва) \| \| Майя Поляк (9) Элеонора Ло Бьянко (5) Мануэла Секоло (14) Паола Паджи (11) Ангелина Грюн (30) Франческа Пиччинини (16) Паола Кроче (либеро) Дженни Барацца \| Голы \| Татьяна Грачёва (1) Елена Година (16) Анастасия Беликова (13) Екатерина Гамова (23) Наталья Ханикоглу Мария Бородакова (8) Елена Ежова (либеро) Леся Махно (11) Наталья Курносова \| | Цюрих «Hallenstadion» Зрителей: 2900 |
| Счёт по партиям — 25:18, 19:25, 25:14, 22:25, 15:11. Время матча — 1 час 23 минуты. Судьи: Бела Хобор, Жиль Гаупп.                                         | | |
| «Фоппапедретти» (Бергамо) | 3:2 cev.eu | «Динамо» (Москва) |
| Майя Поляк (9) Элеонора Ло Бьянко (5) Мануэла Секоло (14) Паола Паджи (11) Ангелина Грюн (30) Франческа Пиччинини (16) Паола Кроче (либеро) Дженни Барацца | Голы | Татьяна Грачёва (1) Елена Година (16) Анастасия Беликова (13) Екатерина Гамова (23) Наталья Ханикоглу Мария Бородакова (8) Елена Ежова (либеро) Леся Махно (11) Наталья Курносова |

### Итоги

#### Положение команд
| «Фоппапедретти» (Бергамо)       |
| «Динамо» (Москва)               |
| «Тенерифе Маричаль» (Ла-Лагуна) |
| 4. «Волеро» (Цюрих)             |

#### Призёры
«Фоппапедретти» (Бергамо): Ангелина Грюн, Паола Кроче, Катажина Гуйска, Дженни Барацца, Катарина Барун, Мануэла Секоло, Индре Сорокайте, Паола Паджи, Франческа Пиччинини, Элеонора Ло Бьянко, Майя Поляк. Главный тренер — Марко Фенольо.
  «Динамо» (Москва): Анастасия Беликова, Леся Махно, Мария Жадан, Наталья Курносова, Наталья Ханикоглу, Наталья Гончарова, Наталья Рыкова, Мария Бородакова, Екатерина Гамова, Татьяна Грачёва, Елена Ежова, Елена Година. Главный тренер — Леонид Зайко.
  «Тенерифе Маричаль» (Ла-Лагуна): Сусана Родригес, Грегория Дорта Ледесма, Ромина Ламас, Аркия Эль Аммари Алонсо, Ингрид Виссер, Джессика Сеоане, Милена Рознер, Ана Ибис Фернандес Валье, Логан Том, Неслихан Дарнель, Эстер Лопес Арройо. Главный тренер — Рафаэл Прадо.

#### Индивидуальные призы
MVP: Ангелина Грюн («Фоппапедретти»)
Лучшая нападающая: Франческа Пиччинини («Фоппапедретти»)
Лучшая блокирующая: Анастасия Беликова («Динамо»)
Лучшая на подаче: Екатерина Гамова («Динамо»)
Лучшая на приёме: Милена Рознер («Тенерифе Маричаль»)
Лучшая связующая: Элеонора Ло Бьянко («Фоппапедретти»)
Лучшая либеро: Эстер Лопес («Тенерифе Маричаль»)
Самая результативная: Виржини Де Карне («Волеро»)